# 莊恒
莊（1589年7月11日—1661年6月30日，萬曆十七年五月廿九日－順治十八年六月初五日），本名莊應期，字五侯，號聲鶴（聲聞）。南直隸常州府武進縣（今屬常州市）人，明朝政治人物。

## 生平
崇禎三年（1630年）庚午科鄉試副榜。九年（1636年）中式丙子科順天府鄉試舉人。
崇禎十六年（1643年）中式癸未科會試，殿試位列第三甲第二十五名進士。户部觀政，授浙江金華府推官，曾署理府事。歷浙江督學御史。
入清朝後不出仕。順治十八年（1661年）六月初五日，卒，年七十三歲，葬於繆賢壩。

## 著作
- 《聲鶴詩文稿》[5]

## 家庭及關連
莊恒屬毗陵莊氏第九世。
- 曾祖父：莊憲（1506年－1571年），郡庠生，無官職。
- 曾祖母：無錫楊氏，七品散官楊文晟之女。
- 祖父：莊以臨（1529年－1581年），無官職。
- 祖母：唐氏，唐一之之女。
- 父：莊起元（1559年－1633年），萬曆三十八年進士，官至太僕寺少卿。
- 母：蔣氏，莊起元正室，蔣天民之女，封恭人，贈夫人。

- 莊恒排行第三，另有二兄二弟、三姊妹：
  - 莊應德（1581年－1627年），萬曆四十四年進士，官至刑部山東司郎中。娶薛氏，薛邦寀之女；繼娶胡氏，山東東昌府通判胡士睿之女。
  - 莊應熙（1585年－1661年），恩貢生，翰林院待詔。娶毛氏，監生毛文台之女；繼娶賈氏，邑庠生賈衍卿之女。
  - 莊應會（1598年－1657年），崇禎元年傳臚，官至刑部右侍郎。娶長洲王氏，庠生王心居之女。
  - 莊應詔（1600年－1686年），崇禎十二年副榜，官至江西瑞州府知府。娶吳氏，萬曆八年進士官至江西布政使司參政吳之龍孫女、監生吳世翼之女。
  - 姊妹一，適郡庠生萬里翺。
  - 姊妹二，適天啟七年武舉人官梁溪營把總吳雲。
  - 姊妹三，適庠生陸鸞祥。

### 妻妾
- 正室：劉氏，監生劉應朝之女，本生父庠生王邃槎。
- 無側室。

### 子女
有三子二女。
- 長女，適庠生錢宗肅。
- 長子：莊寶（1610年－1654年），原名保生，恩貢生。娶金壇馮氏，馮叔度之女；繼娶孫氏，孫約斯之女；繼娶吳氏，隆慶五年進士翰林院侍講學士吳中行曾孫女，湖廣右布政使吳元孫女，贈江西瑞州府知府吳我思之女。
- 次女，適康熙二十三年舉人官內閣中書張祖鎬。
- 次子：莊佑生（1619年－1647年），邑庠生。娶許氏，萬曆三十五年進士巡撫山西僉都御史許鼎臣之女；繼娶蔣氏，萬曆三十四年舉人湖廣漢陽府知府蔣紹煃孫女，浙江武義縣知縣蔣賓墀之女。
- 三子：莊傑生（1622年－1644年），郡庠生，出嗣兄莊應德。娶丹陽嘉榮賀氏，萬曆四十六年舉人浙江義烏縣知縣賀懋嘉之女。